# Cidaphus tuomurensis
Cidaphus tuomurensis är en stekelart som beskrevs av Wang 1985. Cidaphus tuomurensis ingår i släktet Cidaphus och familjen brokparasitsteklar. Inga underarter finns listade i Catalogue of Life.